# Iebs business school
IEBS Business School, también conocida como IEBS Digital School (siglas de Innovation & Entrepreneurship Business School), es una escuela de negocios privada española con sede en Barcelona. Fundada en 2009, imparte programas 100% online en las áreas de emprendimiento, mba, transformación digital, marketing digital, big data, blockchain e inteligencia artificial, entre otros.

## Historia
IEBS fue fundada en 2009 como una alternativa digital a las escuelas de negocios tradicionales, durante el contexto de la crisis económica mundial. Entre sus fundadores destacan Óscar Fuente y Susana López quien ocupa la dirección general. IEBS fue pionera en programas de máster sobre áreas como la gamificación, el inbound marketing o el emprendimiento digital.
La escuela ha desarrollado su modelo formativo bajo una plataforma de e-learning propia, consolidando su presencia en Iberoamérica con sedes de apoyo en países como México, Colombia o Uruguay. En 2021 se integró en el grupo educativo Digitalent, respaldado por el fondo de inversión Magnum Capital.

## Oferta académica
IEBS ofrece programas de máster, postgrados, cursos expertos, MOOC y bootcamps, todos en modalidad 100% online. La formación está estructurada en módulos semanales y orientada a la aplicación práctica mediante proyectos reales y tutorización por parte de docentes activos en el sector profesional.
Los títulos otorgados por IEBS incluyen tanto títulos propios no oficiales como titulaciones oficiales. En España, a través de un acuerdo con ESERP Business School, IEBS imparte programas de máster universitario con titulación oficial expedida por universidades del sistema universitario español como la Universidad Rey Juan Carlos.
En Latinoamérica, IEBS colabora con la IUV Universidad Veracruzana (México) para ofrecer maestrías con validez oficial mediante el Registro de Validez Oficial de Estudios (RVOE) de la Secretaría de Educación Pública (SEP), que también pueden ser convalidadas en países como Colombia.
IEBS forma parte de la Asociación Española de Escuelas de Negocios (AEEN).

## Rankings y reconocimientos
IEBS no aparece en los principales rankings internacionales de escuelas de negocios como los de Financial Times o The Economist. Sin embargo, ha sido incluida en rankings y evaluaciones alternativas:
- En el Ranking Web de Universidades (CSIC), IEBS fue destacada como la primera escuela online de negocios en España por visibilidad web.[3]
- En el sistema de auditoría QS Stars, obtuvo una calificación de 4 estrellas (sobre 5), alcanzando 5 estrellas en enseñanza online.[4]
- IEBS aparece como institución listada en la plataforma oficial de QS TopUniversities, donde varios de sus programas de posgrado, como el MBA Online y másteres especializados en marketing digital, SEO y SEM, están incluidos como parte de su oferta formativa.[5] No obstante, estos programas no figuran actualmente en los rankings globales principales de QS como el QS Global MBA Rankings o el QS Business Masters Rankings.
- Figura como “Selected School” en la categoría de escuelas emergentes según Eduniversal.[6]

## Críticas y controversias
IEBS ha sido objeto de críticas relacionadas con la calidad de sus contenidos, el reconocimiento limitado de sus titulaciones propias y la falta de acreditaciones internacionales como EQUIS, AACSB o AMBA. Algunos exalumnos han reportado en foros especializados la falta de actualización en ciertos materiales y dificultades en la gestión de reembolsos.
En abril de 2024, IEBS publicó los resultados de un informe elaborado por la consultora KPMG a petición del fondo de inversión Permira, en el que se analiza su propuesta académica y el perfil de sus egresados. La encuesta, realizada a una muestra de 499 alumnos y exalumnos de una base de más de 7.000 estudiantes, concluyó que el 96% de los titulados estaban empleados, y que el 93% consideraban haber alcanzado los objetivos profesionales por los que se matricularon. El informe fue realizado de manera independiente por KPMG Asesores S.L., sin supervisión directa de IEBS en los resultados finales, y destaca también un NPS del 49 %, considerado elevado dentro del sector educativo digital.